# Pales
Pales era uma divindade da mitologia romana relacionada com a vida pastoril. Em algumas fontes, como em Ovídio e em Virgílio, a divindade é apresentada como feminina, enquanto que outras fontes se referem a Pales como uma divindade masculina. Desconhece-se igualmente se Pales seria apenas uma divindade ou duas.
O festival dedicado a Pales decorria no dia 10 de abril  e recebia o nome de Parília (ou Palília). Nesse dia, os pastores faziam fogueiras de restolho e espinhos sobre as quais saltavam. Pediam também perdão pelos seus animais terem penetrado em locais considerados como sagrados. 
De acordo com James Ussher, a fundação de Roma ocorreu durante a festa da deusa Pales no ano da oitava olimpíada, ou seja, 10 de abril de 748 a.C.